# William Møller
William Allin Møller (* 10. März 1998) ist ein ehemaliger dänischer Fußballspieler. Er stand während seiner aktiven Karriere unter anderem in Deutschland beim Viertligisten Preußen Münster unter Vertrag.

## Karriere
William Møller begann mit dem Fußballspielen im Alter von sieben Jahren in Ølgod, einem Ort mit rund 4.000 Einwohnern in Westjütland in der Nähe von Esbjerg, als er Ølgod IF beitrat. Dort spielte er, bis er in der U14 zu Varde IF aus dem nahegelegenen Varde, eine Kleinstadt mit 14.000 Einwohnern, wechselte. Møller besuchte ein Jahr die Efterskole und absolvierte dann ein Probetraining bei Aalborg BK, wo er allerdings durchfiel. Er absolvierte auch Probetrainings bei Viborg FF und bei Esbjerg fB und entschied sich dann, der Jugend von Esbjerg beizutreten. Nachdem William Møller in der Saison 2016/17 für die U19 zum Einsatz gekommen war, debütierte er am 20. August 2017 in der 1. Division, der zweiten dänischen Liga, als er beim 1:2 im Heimspiel gegen Thisted FC zum Einsatz kam. Wenige Tage später erzielte er im Auswärtsspiel gegen Skive IK in der 89. Minute den 2:1-Siegtreffer. Im September 2017 rückte Møller fest in den Kader der Profimannschaft auf und kam in der Folgezeit regelmäßig zum Einsatz, gehörte allerdings nicht immer zur Stammformation. Als Tabellenzweiter qualifizierte er sich mit Esbjerg fB für die Auf- und Abstiegs-Play-offs gegen Silkeborg IF, in der sich die Esbjerger durchsetzten. In der Superligæn, der höchsten dänischen Spielklasse, kam William Møller zu lediglich sechs Einsätzen.
Im August 2019 wechselte er zum Drittligisten FC Sydvest. Beim Verein aus Tønder unweit der deutschen Grenze erkämpfte sich Møller einen Stammplatz und kam in der Hinrunde der Saison 2019/20 zu 15 Einsätzen, in denen er drei Tore erzielte. Dabei wurde er zumeist als Mittelstürmer oder als linker Außenstürmer eingesetzt. Ursprünglich war das Engagement für ein halbes Jahr geplant, doch im Dezember 2019 wurde der Vertrag um ein weiteres halbes Jahr verlängert. Im Oktober 2020 wechselte William Møller, nachdem er vereinslos war, nach Deutschland zum Regionalligisten und Drittligaabsteiger Preußen Münster. Wegen einer Bänderdehnung kam er für die Münsteraner zu lediglich sieben Einsätzen – jeweils als Einwechselspieler – und schoss dabei ein Tor, zudem gewann er mit Preußen den Westfalenpokal, wobei er im Finale gegen Sportfreunde Lotte nicht zum Kader gehörte. In der Folge kehrte Møller nach Dänemark zurück und beendete seine Karriere; er ist künftig beim Militär tätig.